# Leipzig Messe
Leipzig Messe – stacja kolejowa w Lipsku, w kraju związkowym Saksonia, w Niemczech. Stacja znajduje się w pobliżu Targów Lipskich. Znajdują się tu 2 perony.